# 20 років незалежності України (монета)
«20 ро́ків незале́жності Украї́ни» — ювілейна монета номіналом 5 гривень, випущена Національним банком України, присвячена 20-річчю незалежності України. 24 серпня 1991 року Верховна Рада України схвалила Акт проголошення незалежності України, який започаткував новий етап у розвитку України як суверенної держави.
Монету введено в обіг 19 серпня 2011 року. Вона належить до серії «Відродження української державності».

## Опис монети та характеристики
| Номінал грн. | Метал      | Маса, г | Діаметр, мм | Якість виготовлення       | Гурт     | Тираж, штук |
| ------------ | ---------- | ------- | ----------- | ------------------------- | -------- | ----------- |
| 5            | нейзильбер | 16,54   | 35,0        | спеціальний анциркулейтед | рифлений | 45 000      |

### Аверс
На аверсі монети у центрі стилізованого кола розміщено малий Державний Герб України, а також хрестоподібне зображення вишиваних рушників, між якими — портрети найвидатніших постатей різних періодів нашої історії з написами: «ЯРОСЛАВ МУДРИЙ», «ТАРАС ШЕВЧЕНКО», «МИХАЙЛО ГРУШЕВСЬКИЙ», «БОГДАН ХМЕЛЬНИЦЬКИЙ»; унизу на тлі рушника — рік карбування монети «2011», по колу розміщено написи: «НАЦІОНАЛЬНИЙ БАНК УКРАЇНИ» (угорі) та номінал — «5 ГРИВЕНЬ» (унизу). Також в нижній частині кола розміщено логотип Монетного двору Національного банку України.

### Реверс
На реверсі монети зображено стилізований вінок із плодів та листя калини, у центрі якого напис: «20 РОКІВ/ НЕЗАЛЕЖНОСТІ/ УКРАЇНИ/ 24 серпня/ 1991 р.».

## Автори

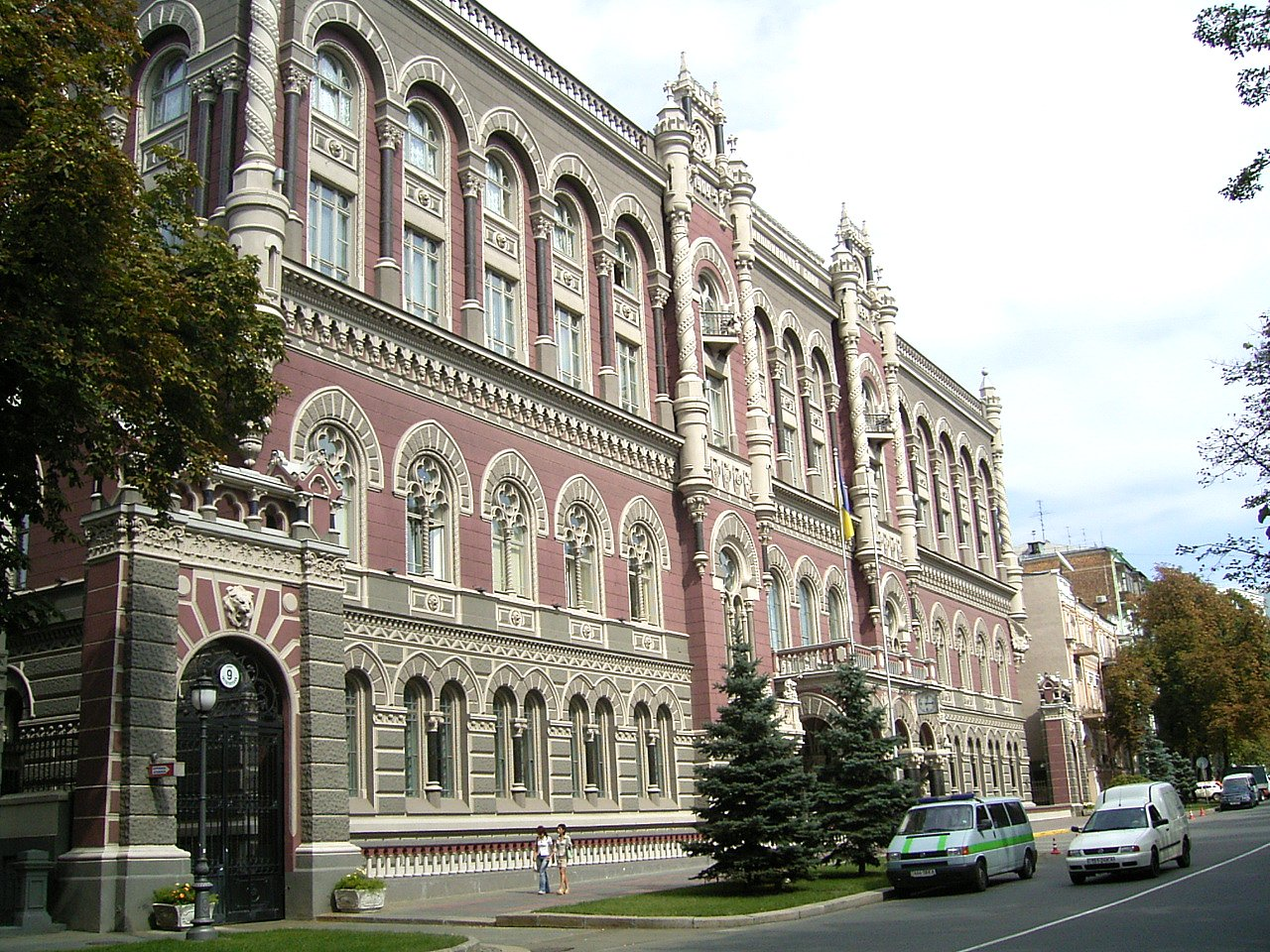
Будівля Національного банку України

- Художники: Таран Володимир, Харук Олександр, Харук Сергій.
- Скульптори: Дем'яненко Володимир, Іваненко Святослав.

## Вартість монети
Під час введення монети в обіг у 2011 році, Національний банк України реалізовував монету через свої філії за ціною 19 гривень.
Фактична приблизна вартість монети з роками змінювалася так:
| Рік        | 2012 | 2013 | 2014 | 2015 | 2016 | 2017 | 2018 | 2019 | 2020 | 2021 | 2022 | 2023 | 2024 | 2025 |
| ---------- | ---- | ---- | ---- | ---- | ---- | ---- | ---- | ---- | ---- | ---- | ---- | ---- | ---- | ---- |
| Ціна, грн. | 30   | 35   | 32   | 55   | 67   | 85   | 90   | 105  | 110  | 220  | 300  | 500  | 930  | 980  |